# 森園れん
森園 れん（もりぞの れん、1993年2月17日 - ）は、日本の女優、モデル、タレント。東京都出身。株式会社イー・スマイル所属。

## 経歴
2012年6月、スカウトをきっかけにタレントデビュー。同事務所所属者で構成されたユニット『Regina』 の一員としても活動していた。
2013年2月27日に鈴鹿サーキットにおいてラナエンターテイメントによりエヴァンゲリオンレーシングの2013年体制として森園れんが真希波・マリ・イラストリアス役のレースクイーンであることが発表された。
2014年はSUPER GT500クラスS Road MOLAチームのレースクイーン、エヴァンゲリオンレーシングの2014年体制として昨年より引き続きマリ役を務めサーキットで人気を博し、同年度の日本レースクイーン大賞でファイナリスト5名の中に入った。
2015年1月27日にニコニコ生放送の「プレミアム生放送」において、イー・スマイルに所属することを発表した。また新たにSUPER GT500クラスLEXUS TEAM SARDチームのレースクイーンKOBELCO GIRLS2015としてSUPER GTとSUPER耐久の2カテゴリーで活躍 する一方、LENOVO TEAM IMPULチームのレースクイーンLENOVO GIRLSを継続してSUPER FORMULAにスポット参加。さらにWill-Raise Racing RS-ITOHチームのレースクイーンとして全日本ロードレース選手権にスポット参加。合計4カテゴリーで活躍した。

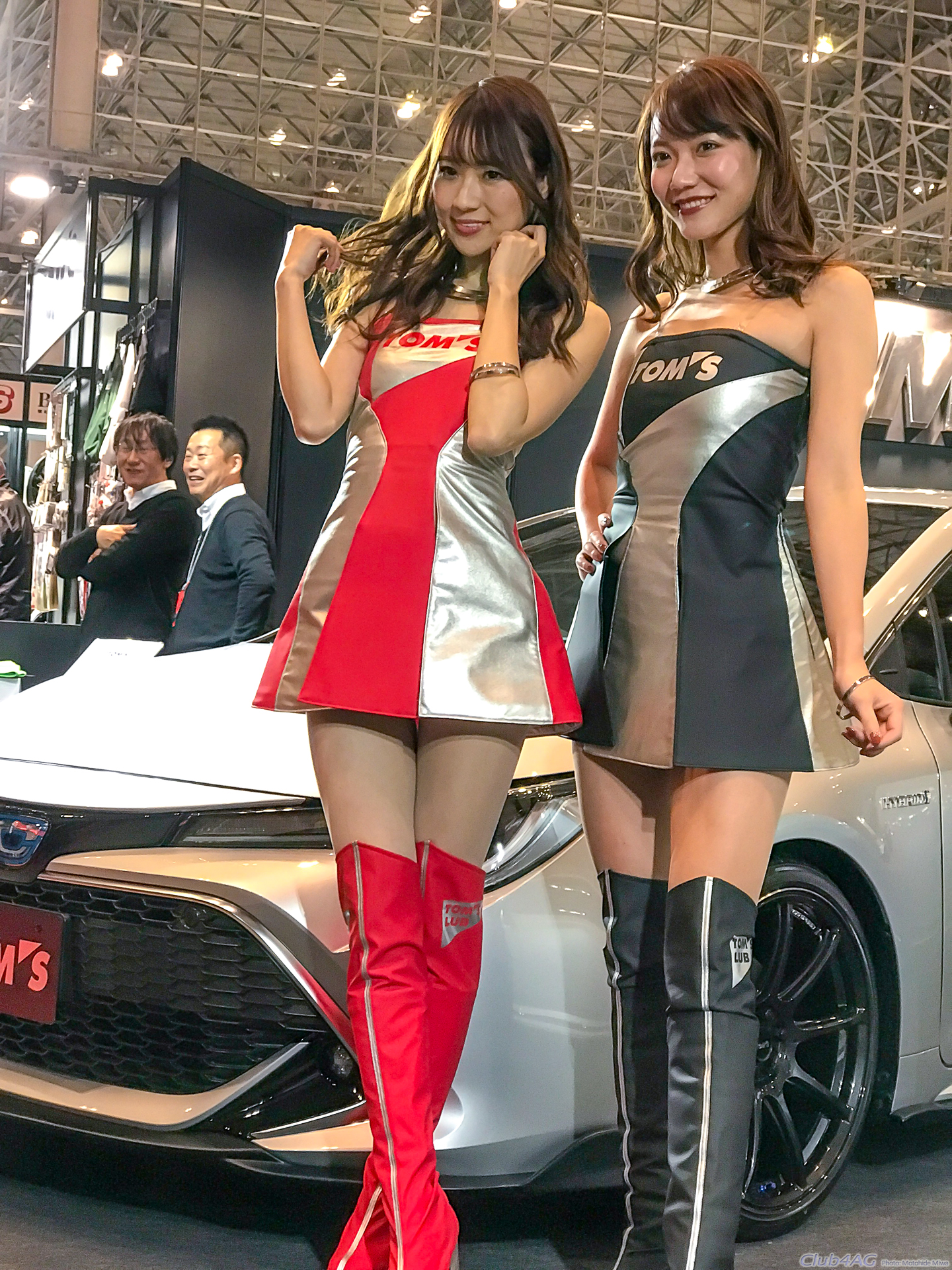
東京オートサロン2019で小越しほみと共演（2019年1月11日）

2016年は念願のレースクイーンアイドルユニットの「D'Stationフレッシュエンジェルズ」に就任（2017年も続投）。昨年に引き続きSUPER GT、SUPER FORMULA、SUPER耐久の3カテゴリーで活躍。各地のサーキットやイベント会場でライブ活動を行うなどモータースポーツ振興に貢献している。
2018年、事務所の後輩である一瀬優美、宮本りおと共にガールズユニット「smiley」（スマイリー）を結成。サーキットやライブハウスでのライブ活動を積極的に行っている。

## 人物
- 趣味はショッピング、カラオケ、部屋の掃除。
- 特技はウインク、ダンス。
- スヌーピーが大好き。同居している愛犬のココとナッツを溺愛している。

## 出演

### テレビ
- 中京テレビ 「暴走！キモ芸人in第3新東京市」（2013年8月2日放送）
- アクトオンTV「熱血☆投資学園」
- 東京MXテレビ「東京オーディション（仮）」（2016年5月2日・9日・16日・23日・30日放送）
- BS12トゥエルビ「<RIDE & DRIVE> スーパー耐久開幕前特集」（2016年4月2日放送） - リポーター 役[10]
- BS12トゥエルビ「スーパー耐久第1戦特集」（2016年5月14日放送） - リポーター 役[10]

### 舞台
- アリスインプロジェクト「RIN-RIN-RIN～ヒーローはいつも君のそばにいる～[11]」（2014年2月26日 - 3月2日、池袋・シアターKASSAI） - 結城信子 役

### 雑誌/書籍
- ヤングガンガン（2013年7月5日号）
- ガレージア（プロトリオス）
- egg（大洋図書）
- オートキャンパー（2016年8月号、八重洲出版）
- PONYカタログ（株式会社ポニー）
- HAIR DERA'S - ヘアカタログモデル
- CARトップ（2015年11月号、交通タイムス） - 表紙、インタビュー
- CARトップ（2016年10月号、交通タイムス） - デートカー大復古計画
- GooParts（2016年5月号） - インタビュー
- フォトテクニックデジタル（2014年3月号） - 「撮影会の女神さま」ゲストインタビュ
- 売れる写真の撮り方ルールブック（玄光社） - カバーモデル
- GALSPARADISE 2013年レースクイーンデビュー編（三栄書房）
- GALSPARADISE 2013年トップレースクイーン編（三栄書房）
- GALSPARADISE 2014年トップレースクイーン編（三栄書房）
- GALSPARADISE 2014DVDスペシャル（三栄書房）
- GALSPARADISE 2015年スーパーGTレースクイーンオフィシャルガイドブック（三栄書房）
- GALSPARADISE 2015年東京オートサロン編（三栄書房）
- GALSPARADISE 2015年トップレースクイーン編（三栄書房）
- GALSPARADISE 2015DVDスペシャル（三栄書房）
- GALSPARADISE 2016レースクイーンデビュー編（三栄書房）
- GALSPARADISE 2016DVDスペシャル（三栄書房）
- GALSPARADISE 2017レースクイーンデビュー編（三栄書房）
- GALSPARADISE plus vol.1（三栄書房）
- GALSPARADISE plus vol.2（三栄書房）
- スケールアヴィエーション（2017年9月号、大日本絵画） - 単独グラビア掲載

### イメージモデル
- パチンコ店「ラカータ」 - イメージガール
- 古河機械金属 - モデル
- シーヴァ社化粧品 - モデル
- 美容室「ASH」 - ヘアカタログモデル
- 日生株式会社 ソフトクリーム - イメージモデル
- 婚活マッチングアプリ「ペアーズ」
- フレッツ光WEBサイト - 広告モデル

### WEB
- 映画「バイオハザードV リトリビューション」プロモーション動画
- 美女時代
- fan club masters（WALLOP放送局）
- Smile三姉妹（スマホ放送局マイスマTV、2015年7月 - 2016年3月） - 次女 役（高橋美咲（長女）、早瀬あや（三女）と共演）
- 第2期西口向上↑↑放送部（マシェバラTV、2015年4月 - 2016年3月） - あおい夏海、荒井つかさ、佐崎愛里、佐藤衣里子、白河優菜と共演
- 第3期西口向上↑↑放送部（マシェバラTV、2015年4月 - 2017年3月） - 荒井つかさ、小越しほみ、加納莉奈、神崎裕女、斉藤絢女、佐崎愛里、豊田瀬里奈と共演
- メシテロ嬢（AMEBAFRESH、2016年2月15日放送（#20）） - 森園れん×小山桃×照り焼きチキン
- メシテロ嬢（AMEBAFRESH、2016年4月25日放送（#70）） - 森園れん×安田七奈×うな重
- D～フレッシュTV！！（ニコニコ生放送、2017年4月18日 - ）
- チャビTIME de SHOW（Wallop TV/ニコニコ生放送、2017年7月10日）

### CD
- Regina「スイート爆弾ミュージック」（Life is Sweet Music）
- Regina「Our Shining Idol 今君に会いたい」（avex trax）
- FRESH ANGELS 「Start Signal / Sweet Story」（AVEX MUSIC CREATIVE INC.）
- FRESH ANGELS 「Start Signal / Sweet Story(CD+CVD)」（AVEX MUSIC CREATIVE INC.）
- FRESH ANGELS 「Anniversary / Final Lap」（エイベックスエンタータインメント）
- FRESH ANGELS 「Anniversary / Final Lapy(CD+CVD)」（エイベックスエンタータインメント）

### レースクイーン
- SUPER GT エヴァンゲリオンレーシング（2013年） - 真希波・マリ・イラストリアス 役
- SUPER GT 46 S Road MOLA（2014年）
- 鈴鹿8時間耐久ロードレース エヴァンゲリオンレーシング2014（2014年） - 真希波・マリ・イラストリアス 役
- SUPER GT 39 LEXUS TEAM SARD（2015年）[5]
- スーパーフォーミュラ 19・20 LENOVO TEAM IMPUL（2014年・2015年）
- スーパー耐久シリーズ SARD Racing（2015年）[5]
- 全日本ロードレース選手権 Will-Raise Racing RS-ITOH（2015年）
- フレッシュエンジェルズ（2016年）[7][8]
  - SUPER GT  6 LEXUS TEAM LEMANS WAKO'S（2016年）
  - スーパーフォーミュラ 7・8 SUNOCO TEAM LEMANS（2016年）
  - 2016年度スーパー耐久シリーズ公式イメージガールD'STATION FRESH ANGELS[8][12]
- 2016年レッドブル・エアレース・ワールドシリーズ 千葉 No.12 ブライトリング・レーシング・チーム:フランソワ・ルボット（2016年6月）[13]
- フレッシュエンジェルズ（2017年）[7][8]
  - SUPER GT 33 D'station Racing（2017年）
  - 2017年度スーパー耐久シリーズ公式イメージガールD'STATION FRESH ANGELS
  - ポルシェカレラカップ 777 D'station Racing（2017年）
- スーパーフォーミュラ [50 B-Max Racing Team（2017年） - 親友の安田七奈と交互に出演（鈴鹿開幕戦、富士、オートポリス、鈴鹿最終戦）

### ラウンドガール
- 西口向上委員会 西口プロレス（2015年 - 2016年）

### イベント
- エヴァンゲリオンレーシング
  - きたまえ↑ 札幌☆マンガ・アニメフェスティバルにて『エヴァンゲリオン RT 初号機アップル紫電』展示。写真撮影、サイン会、ステージイベント（2014年9月） - マリ 役[14]
  - 池袋ハロウィンコスプレフェス2014[15] - マリ 役
  - ニコぶくろ祭[16]（ニコニコ生放送） - マリ 役
  - コミックス『新世紀エヴァンゲリオン』最終巻14巻発売カウントダウンイベント[17]（アニメイト池袋本店） - マリ 役
  - エヴァストア3周年記念・池袋8時間耐久ニコニコ生放送！！[18][19]（ニコニコ生放送） - マリ 役
- 第15回 JAPAN ドラッグストアショー2015[20]「DARIYA」[21] ブース - ステージイベントアシスト[22]
- 東京モーターショー2015・大阪モーターショー2015・札幌モーターショー2016「TOYOTA」ブース - 受付業務[23][24]
- 東京オートサロン2015「日産自動車」ブース - ステージモデル
- 東京オートサロン2016「三菱自動車」ブース - ステージモデル
- 東京オートサロン2017「avex」ブース・avex campaign girl2017[25]
- 東京オートサロン2018「C-WEST」ブース - ステージモデル
- 東京オートサロン2019「TOM'S」ブース - ステージモデル[6]
- 大阪オートメッセ2015&2016「TWS」ブース - ステージモデル
- トヨタ&ダイハツモーターショー2016 in コンベックス岡山 「TOYOTA」ブース - ステージモデル[26]
- 東京ゲームショウ2016「カプコン」ブース - コンパニオン業務
- CEATEC2016[27]（2016年10月4日 - 7日）「東海光学」ブース - ブースモデル
- 東京ゲームショウ2017「Samsung SSD×NEXON」ブース（2017年9月、幕張メッセ）[注 2]

### Live
- フレッシュエンジェルズ（2016年）[7]
  - 2016年シーズンにおいて全メンバーが参加したSUPER GT・SUPER耐久・SUPER FORMURAの各レースにおいてサーキット内でLIVEステージを実施
  - ニコニコ超会議2016 「超パチンコ＆パチスロフェスタ2016」ブース[28]（2016年4月29日 - 30日）
  - ウタ娘スーパーライブ2016EarlySummer[29]（2016年5月21日）
  - アイドルCAMP～SPECIAL EDITION～vol.7[30]＾2016年6月17日）
  - FRESH ANGELS夏コス発表撮影会（2016年6月18日） - 撮影会参加者向けにLiveを実施
  - D Station店舗イベント[31]（2016年6月19日） - 同イベントに参加した清瀬まちと二人でLIVEを実施
  - D Station店舗イベント[32]（2016年7月2日）
  - ギャルパラ七夕祭り2016[33]（2016年7月3日） - 浴衣姿でのLiveを披露
  - デリシャカス2016[34]（2016年8月15日）
  - ギャルパラ秋祭り2016[35]（2016年10月2日） - キョンシーのコスプレでのLiveを披露
  - スーパーカーショー2016（2016年10月9日） - 樹空の森のイベントにてLiveを披露
  - D Station店舗イベント（2016年10月15日）
  - アイドルCAMP ～8プリ&ファントム合同定期SP～vol.9（2016年10月21日、秋葉原CHLOROFORM）
  - "2016 FRESH ANGELS" 卒業 FINAL LIVE ～たくさんのありがとうを込めて～（2016年12月16日、渋谷TAKEOFF7）
- フレッシュエンジェルズ（2017年）[7]
  - d-girls 単独公演 1000人チャレンジ最終章〜今踏み出した未来～[36]（2017年4月17日）
  - ユイガドクソン主催『Yuidoku Super Live』（2017年6月25日、渋谷VISION）
  - 公開生放送"チャビTIME de SHOW"（2017年7月10日） - 番組ゲストとしてステージを披露
  - ギャルパラ七夕祭り2017（2017年7月3日）
  - TBSデリシャカス2017（2017年8月11日・30日）